# Amaia Montero
Amaia Montero Saldías (Irún, 26 agosto 1976) è una cantautrice spagnola di origine basca.

## Biografia
È stata dal 1996 al 2007 la cantante del gruppo La Oreja de Van Gogh, con cui ha lavorato per 11 anni come cantante, autrice e produttrice.
In gioventù iniziò a studiare chimica all'Università dei Paesi Baschi, dove incontrò gli altri membri del gruppo. In seguito, dopo i primi successi nello spettacolo, cambiò studi iscrivendosi in una facoltà a distanza in psicologia. Poco dopo abbandonò, come il resto del gruppo, gli studi, a causa dei troppi impegni imposti dalla carriera di cantante.
Il 19 novembre 2007 ha annunciato l'abbandono del gruppo per dedicarsi all'attività di cantante solista. Il gruppo non si è sciolto e prosegue la sua attività con la nuova cantante Leire Martínez.
Nella prima settimana di ottobre 2008 è uscito nelle radio spagnole Quiero ser, primo singolo del suo album solista, l'eponimo Amaia Montero.  L'album è uscito l'11 novembre 2008, scritto dalla stessa Montero e prodotto dall'italiano Claudio Guidetti. L'album è stato registrato a Genova e a Milano ed è stato mixato a Los Angeles e ha raggiunto la prima posizione in Spagna e la quindicesima in Messico.
Durante tutto il 2009 Amaia Montero ha cantato in tour per tutta la Spagna e buona parte dell'America Latina, lanciando nell'ordine i singoli Ni puedo ni quiero, 4" e Te voy a decir una cosa. Nella primavera del 2009 Amaia ha anche avuto il tempo di registrare insieme a Tiziano Ferro la versione in spagnolo della canzone di quest'ultimo Il regalo più grande, che in spagnolo s'intitola El regalo más grande. numero 1 de liste de successo in Spagna.
A tre anni di distanza dal lancio dell'album, la cantante si è presa un lungo periodo di riposo prima di produrre un nuovo lavoro, Si Dios Quiere Yo También, la cui lavorazione è iniziata a Londra alla fine del 2013 per concludersi all'inizio del 2014. Il disco è uscito in prevendita su iTunes il 23 giugno dello stesso anno e nei negozi il 15 settembre. Il giorno della sua pubblicazione, ha raggiunto la prima posizione delle classifiche in undici paesi, tra i quali Spagna, Cile, Colombia e Argentina.

## Discografia

### Con La Oreja de Van Gogh
- 1998 - Dile al Sol (+900 000 copie vendute)
- 2000 - El viaje de Copperpot (+2 000 000 copie vendute)
- 2003 - Lo que te conté mientras te hacías la dormida (+2 000 000 copie vendute)
- 2004 - Lo que te conté mientras te hacías la dormida: en Directo (+250 000 copie vendute)
- 2004 - París (Disco speciale per il mercato francese con le canzoni del secondo e terzo disco)
- 2006 - LOVG (Edizione speciale per i dieci anni del gruppo)
- 2006 - Guapa (1 500 000 copie vendute)
- 2006 - Más Guapa (riedizione del disco "Guapa").

### Solista
- 2008 - Amaia Montero
- 2011 - Amaia Montero 2
- 2014 - Si Dios quiere yo también
- 2018 - Nacidos para creer

### Duetti
- Tiziano Ferro - El regalo más grande
- Álex Ubago - Sin miedo a nada
- El canto del loco - Puede ser
- José Luis Perales - ¿Por qué te vas?
- Ramsey Ferrero - Me quedas tú
- Mikel Erentxun - Ahora sé que estás
- José Alfonso Lorca - El último Quijote
- Eros Ramazzotti - Está pasando noviembre
- Miguel Bosé - Sevilla
- Pablo Villafranca - Paris (Dernier rendez-vous)
- Mikel Erentxun - Lau Teilatu
- Luis Miguel - No se tú
- Alejandro Fernández - Me dediqué a perderte (México Madrid)
- Presuntos implicados - Samurai
- Mikel Erentxun - "La orilla de Carla"
- Pereza - "Grupis"